# 이반 보너
이반 보너(Ivan Bonar, 1924년 10월 31일 ~ 1988년 12월 8일)는 미국의 배우, 텔레비전 배우, 성우이다.
로스앤젤레스에서 사망하였다.

## 영화
- 사랑 길들이기 (1989년)
- 다이너스티 (1981년)
- 겟팅 웨이스티드 (1980년)
- 같은 시간, 내년에 (1978년)
- 달라스 (1978년)
- 스파이더맨 (1977년)
- 맥아더 (1977년) - Lt. Gen. 리차드 K. 서덜랜드 역
- 형사 Q (1976년)
- 샌프란시스코 수사반 (1972년)
- 닥터 게논 (1969년)
- 프로젝트 X (1968년)
- 털보 가족 (1966년)
- 보난자 (1959년)